# Cerotoma hybridus
Cerotoma hybridus es un coleóptero de la familia Chrysomelidae.
Fue descrita científicamente en 1956 por Bechyne.